# NGC 4065
NGC 4065 (również NGC 4057, PGC 38156 lub UGC 7050) – galaktyka eliptyczna (E), znajdująca się w gwiazdozbiorze Warkocza Bereniki. Jest to galaktyka z aktywnym jądrem typu LINER.
Odkrył ją William Herschel 27 kwietnia 1785 roku, a jego obserwacja została skatalogowana przez Johna Dreyera jako NGC 4065. Prawdopodobnie tę samą galaktykę obserwował też John Herschel 29 kwietnia 1832 roku, jednak podana przez niego pozycja obiektu była niedokładna, dlatego pewności nie ma. Dreyer skatalogował tę obserwację jako NGC 4057. W bazie SIMBAD jako NGC 4057 skatalogowano galaktykę PGC 38278.